# Gnophos fasciata
Gnophos fasciata är en fjärilsart som beskrevs av Eugen Wehrli. Gnophos fasciata ingår i släktet Gnophos och familjen mätare. Inga underarter finns listade i Catalogue of Life.